# كونفيجني
كونفيجني ( سابينو : كونفيجني ) هي كومونا في محافظة رييتي في منطقة لاتيوم الإيطالية ، وتقع على بعد حوالي 60 كيلومترز (37 ميل) شمال روما وحوالي 20 كيلومتر (12 ميل) غرب رييتي.